# Bañera
Una bañera, bañadera o tina es un recipiente que sirve para bañarse y quitarse la suciedad. Puede aceptar como sinónimos: artesa, barreño e incluso cubeta. 
Su etimología deriva de baño, del latín balneum, con el mismo significado, y a su vez del griego antiguo βαλανεῖον (balaneion, baño público).
Pieza básica de los aparatos sanitarios de los cuartos de baño, las bañeras modernas más económicas se fabrican en fibra de vidrio o acrílica; también las hay en porcelana, loza, acero, hierro fundido y madera (tradicionales en Japón). 
Históricamente rectangulares, tras la aparición de las bañeras acrílicas, pueden tener otras formas. Si bien las primeras bañeras industriales eran objetos libres e independientes, con patas o, incluso, ruedas, los modernos recipientes suelen estar empotrados en espacios aislados con vitrinas correderas (con el complemento de una ducha) o en el propio suelo del cuarto de baño, imitando las pequeñas piscinas o pilas de la antigüedad.

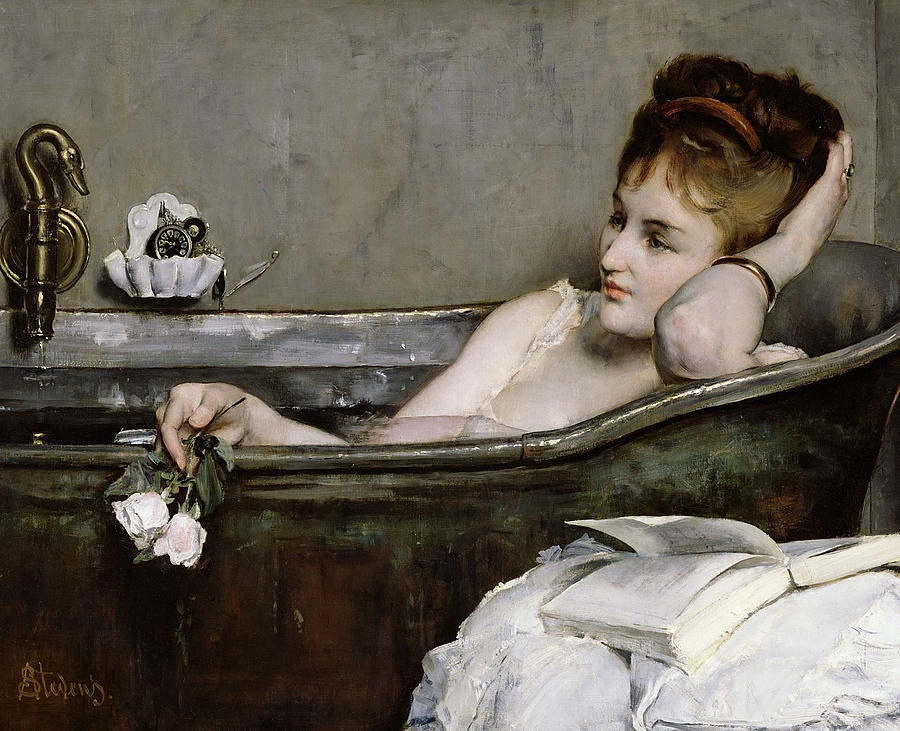
Alfred Stevens: El baño (1873). Museo de Orsay

## Origen y evolución histórica de la bañera
La cualidad diferencial de la bañera respecto a otras formas de higiene y relajación es su carácter privado.  A pesar de la escasez y dificultad interpretativa de fuentes y referencias sobre la bañera en el mundo antiguo, la relativa abundancia de restos arqueológicos e iconografía artística, permiten especular que fue un objeto de uso tanto en el lejano y medio oriente como en la Grecia clásica. 
Los primeros sistemas documentados de fontanería para el baño se remontan a alrededor del año 3300 a. C. con el descubrimiento de tuberías de agua de cobre bajo un palacio en la Europa antigua. La evidencia de la bañera de tamaño personal más antigua que se conserva se encontró en la isla de Creta, donde se halló una bañera de pedestal de 1.5 m de largo construida con cerámica endurecida.
Ejemplo arqueológico emblemático de la mayor y más antigua bañera de carácter no privado es el "Gran Baño de Mohenjo Daro", una especie de piscina municipal, con escaleras que bajaban hasta el agua. Las bañeras individuales más antiguas se datan en Babilonia hacia el 1800 a. C.
En Europa, las excavaciones en los palacios micénicos revelan estancias reconocibles como 'cuartos de baño', información que concuerda con las escenas relatadas en los poemas homéricos, donde los héroes, antes de comer, toman un baño en una bañera mientras un sirviente rocía su espalda con agua calentada en una jofaina puesta sobre una trébede. Antes del periodo helenístico las instalaciones se limitan a una pila circular con un pie elevado que sólo permite abluciones rituales; a partir del siglo IV a. C. aparece el loutron, pieza destinada al baño. En los gimnasios, además de las piscinas y baños públicos tradicionales, se instalan estufas para la sudación y bañeras de interior en la parte superior de las instalaciones. En las ricas casas helenísticas de la ciudad de Olinto, todas ellas muestran una pieza con una bañera y una pared termógena (si bien se trata de un caso aislado de lujo).
Tras la insalubre "noche medieval", que en el aspecto concreto de la higiene personal se extendió hasta el siglo XIX, aparecen en el Occidente del Siglo de las Luces modelos precursores de las bañeras modernas. No obstante, su uso no se extenderá hasta bien avanzado dicho siglo con la aparición del tub (bañera) a la inglesa y las primeras bañeras móviles de hierro denominadas como tales. El desarrollo de la sociedad industrial, los inventos y avances en el campo de la fontanería, y la conciencia despertada por descubrimientos médico-científicos como los de Pasteur en esa segunda mitad del siglo XIX, convirtieron un objeto antes exótico en un artículo de consumo necesario, casi vital, de la civilización occidental.
El inventor escocés  David Dunbar Buick inventó un proceso para unir esmalte de porcelana al hierro fundido en la década de 1880 mientras trabajaba para Alexander Manufacturing Company en Detroit. La empresa, así como otras, incluidas Kohler Company y JL Mott Iron Works, comenzaron a comercializar con éxito bañeras de hierro fundido esmaltadas en porcelana supondrá el empujón definitivo para la popularización de la bañera entre las clases ricas de los países de la cultura occidental. El esmaltado sigue siendo prácticamente el mismo hasta el día de hoy. Lejos de los pies ornamentados y el lujo más asociado con las bañeras con patas, un ejemplo temprano de Kohler se anunciaba como un "comedero para caballos/ escaldador de cerdos, que cuando está equipado con cuatro patas servirá como bañera". El uso del artículo como escaldador de cerdos se consideró un punto de marketing más importante que su capacidad para funcionar como bañera.

## Diseños
Además de la bañera para el cuerpo, también hay bañeras con asiento, bañeras de esquina y versiones para varias personas. Las bañeras con chorros para inyectar agua caliente se denominan bañeras de hidromasaje o jacuzzis. Otra variante es la bañera con ducha integrada, que se puede utilizar como ducha y como bañera gracias a la puerta de ducha completamente sellada. También existen bañeras para brazos y bañeras para pies, especialmente para uso médico en fisioterapia. La forma y los accesorios de las bañeras siguen siendo hoy en día parte de la cultura del baño.
De media, las bañeras tienen una capacidad de unos 150 litros. Las bañeras que ahorran espacio suelen tener un volumen inferior a 100 litros. Las bañeras grandes para 2 o más personas tienen capacidad de 280 a 350 litros y más. La cantidad de agua necesaria para un baño completo es inferior a la capacidad de la bañera y varía según el tamaño del cuerpo. Un adulto que pesa 80 kg tiene un volumen corporal de unos 0,078 m³, es decir, unos 78 litros.

## Bañeras famosas
- La bañera más famosa de la antigüedad fue la del sabio Arquímedes. Anécdota, leyenda o realidad, lo cierto es que algún tipo de recipiente (fuera tina, barreño o bañera como la de alemanillos) resultó ser clave para descubrir y enunciar la 'ley' física conocida como principio de Arquímedes.

- Cuenta Plinio,[16] que Popea, esposa de Nerón, llevaba en su comitiva quinientas burras nodrizas para bañarse en su leche, es de suponer que también llevaba una bañera. En este capítulo de belleza también podría incluirse la bañera de la reina egipcia Cleopatra VII (con el mismo contenido), y la de Paulina Bonaparte, hermana de Napoleón.[17]

- En su testamento, Pedro III de Aragón dispuso que su cadáver recibiera sepultura en el Monasterio de Santes Creus, y en una bañera de pórfido rojo, que el almirante Roger de Lauria trajo desde Sicilia, como sus antepasados Enrique VI y Federico II, enterrados asimismo en bañeras romanas de pórfido, reutilizadas como sarcófagos.[18]

- Tristemente famosa sería la bañera de Marat, en la que el estadista de la revolución francesa se sumergía durante largas horas para aplacar una enfermedad de la piel, y en la que murió apuñalado por la joven Charlotte Corday. Así lo describe Alphonse de Lamartine en el libro 44 de su Historia de los girondinos: Marat, cubierto en su bañera por un paño sucio y manchado de tinta, no tenía fuera del agua más que la cabeza, los hombros, la cumbre del busto y el brazo derecho.[19] Jacques-Louis David: La muerte de Marat (1793)

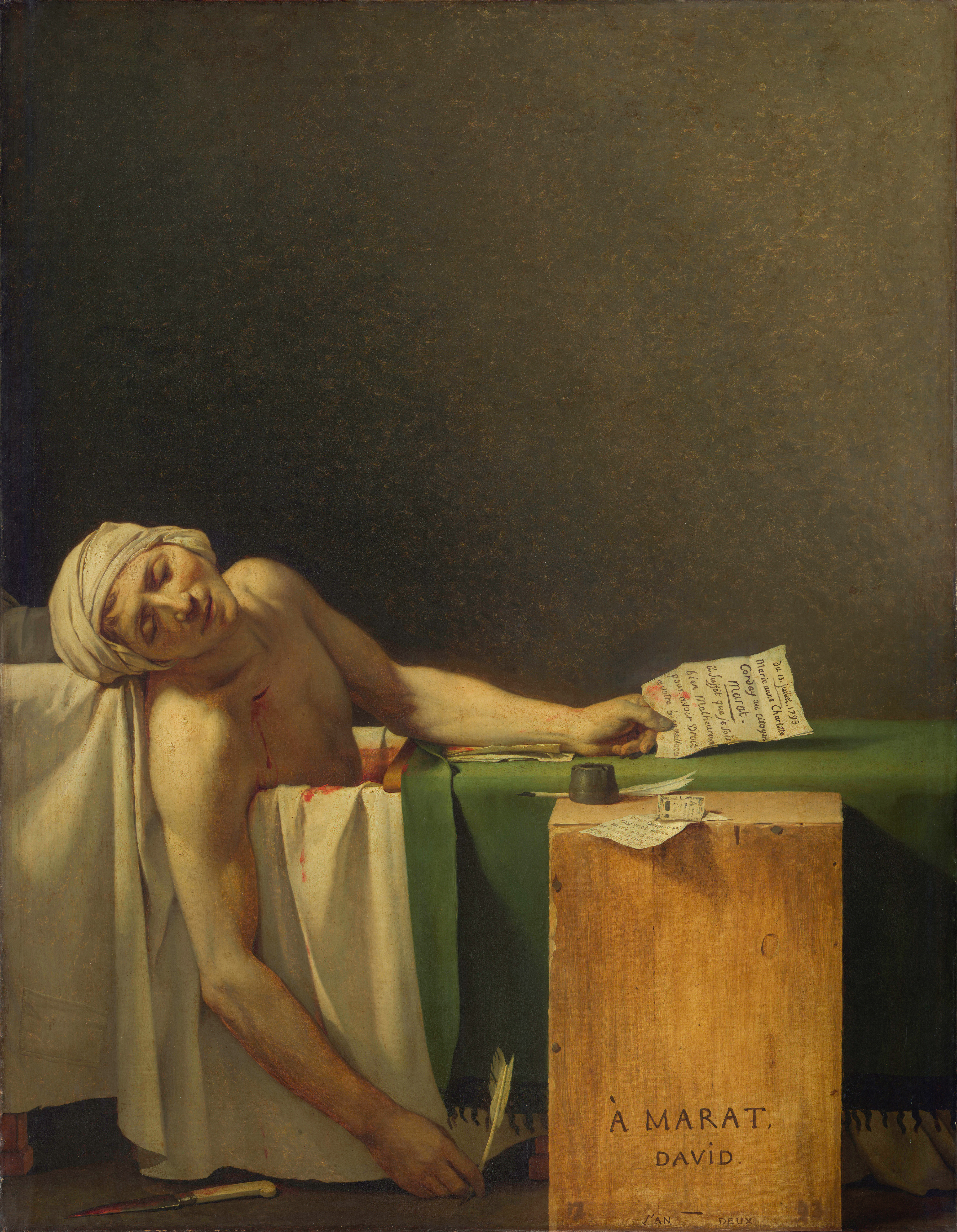
Jacques-Louis David: La muerte de Marat (1793)

- Igualmente triste y trágica sería la bañera de un piso del barrio parisino del Marais, en la que fue encontrado sin vida el músico Jim Morrison en 1971.

- El genio de Alfred Hitchcock inmortalizó cinematográficamente la bañera en la recurrente escena de Psicosis: "...tras llorar en su habitación, Marion entra en el cuarto de baño y se desnuda para darse una ducha.  Ya de pie en la bañera, y con el agua corriendo, no oye que alguien abre la puerta del baño. Inesperadamente se corre la cortina y Marion apenas alcanzará a ver la sombra de una mujer mayor que esgrime un gran cuchillo de cocina. Marion grita, mientras la mujer clava varias veces el cuchillo en su cuerpo mojado. La mujer se retira del baño y deja a Marion muerta, quien rasga la cortina de la ducha y cae sobre el borde de la bañera. La ducha seguirá corriendo y arrastrando la sangre de Marion hacia el sumidero. Un primer plano muestra su ojo, mientras la cámara se aleja girando sobre sí misma..."[20]

## Bañeras en el arte y voyeurismo
El motivo de la bañera se encuentra, entre otras cosas, en las bellas artes. El pintor clasicista Jacques Louis David, inmortalizó al héroe popular de la Revolución Francesa Jean-Paul Marat, asesinado en su bañera en 1793. En 1963, el artista pop Tom Wesselmann tituló uno de sus ensamblajes de gran formato, entre otras cosas: “Bañera No. 3” (Museo Ludwig, Colonia). El comediante y dibujante Loriot eligió la bañera como escenario de una comunicación absurda en la película de animación Men in the Bath. El artista alemán Joseph Beuys abordó la bañera en varios objetos de arte. Un caso en el que un objeto de arte (la bañera de Joseph Beuys) fue mal utilizado en una celebración del SPD Leverkusen en el Museo Morsbroich atrajo la atención del público. La bañera estaba cubierta con tiritas y gasas y formaba parte de una exposición itinerante en el Museo Von der Heydt de Wuppertal. Hilde Müller y Marianne Klein descubrieron esta bañera mientras buscaban un recipiente adecuado para lavar y limpiar sus vasos. Como resultado, la ciudad de Wuppertal tuvo que pagar 58.000 marcos alemanes en concepto de daños y perjuicios al coleccionista de arte Lothar Schirmer en 1976.
La morbosidad latente en infinitos ejemplos de la Historia de la Pintura Occidental ha dejado interesante documentación iconográfica sobre las bañeras desde los primitivos flamencos hasta el umbral del siglo XXI (con series de la higiene femenina como las pintadas por Degas. Un tema bíblico (Betsabé y el origen del 'voyeurismo'), le sirvió al maestro brujense de origen alemán Hans Memling, para dejar noticia de un curioso modelo de bañera-mueble:

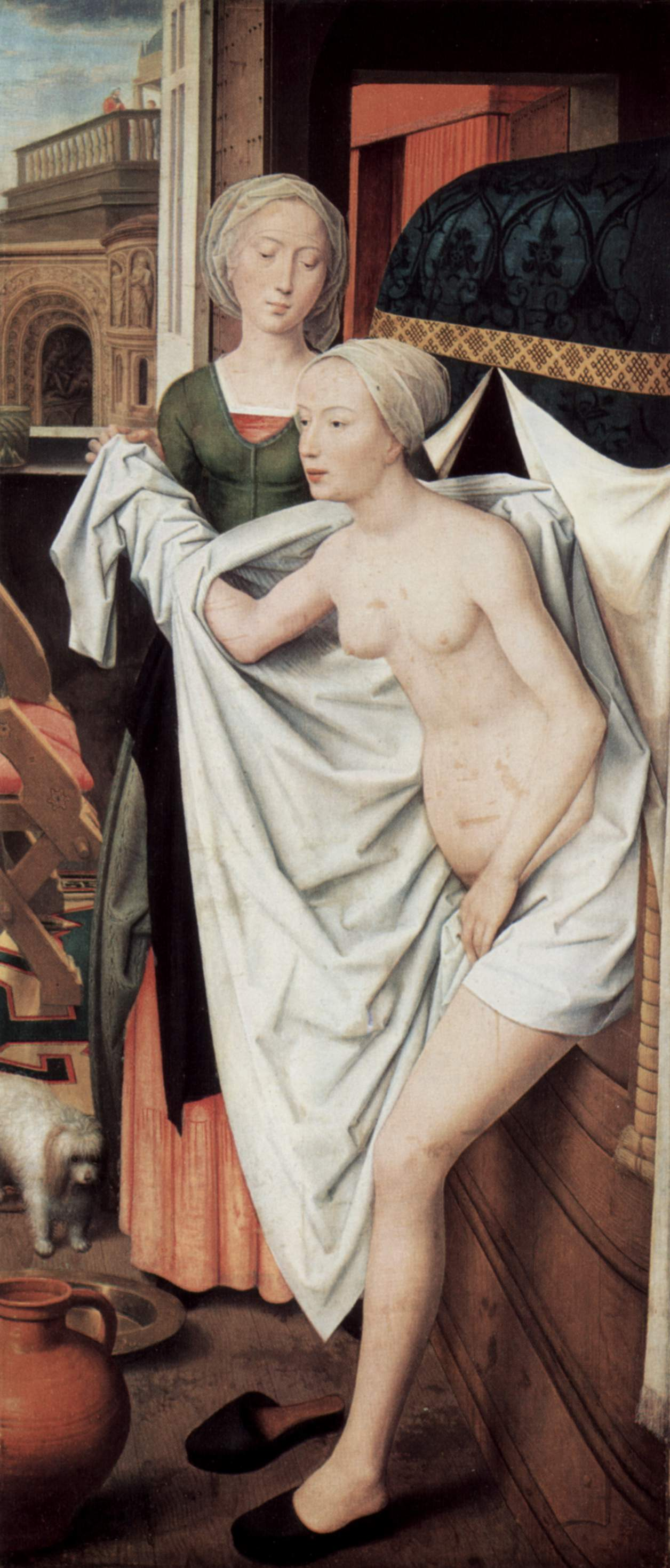
Hans Memling: Betsabé (1480). Galería Estatal de Stuttgart.
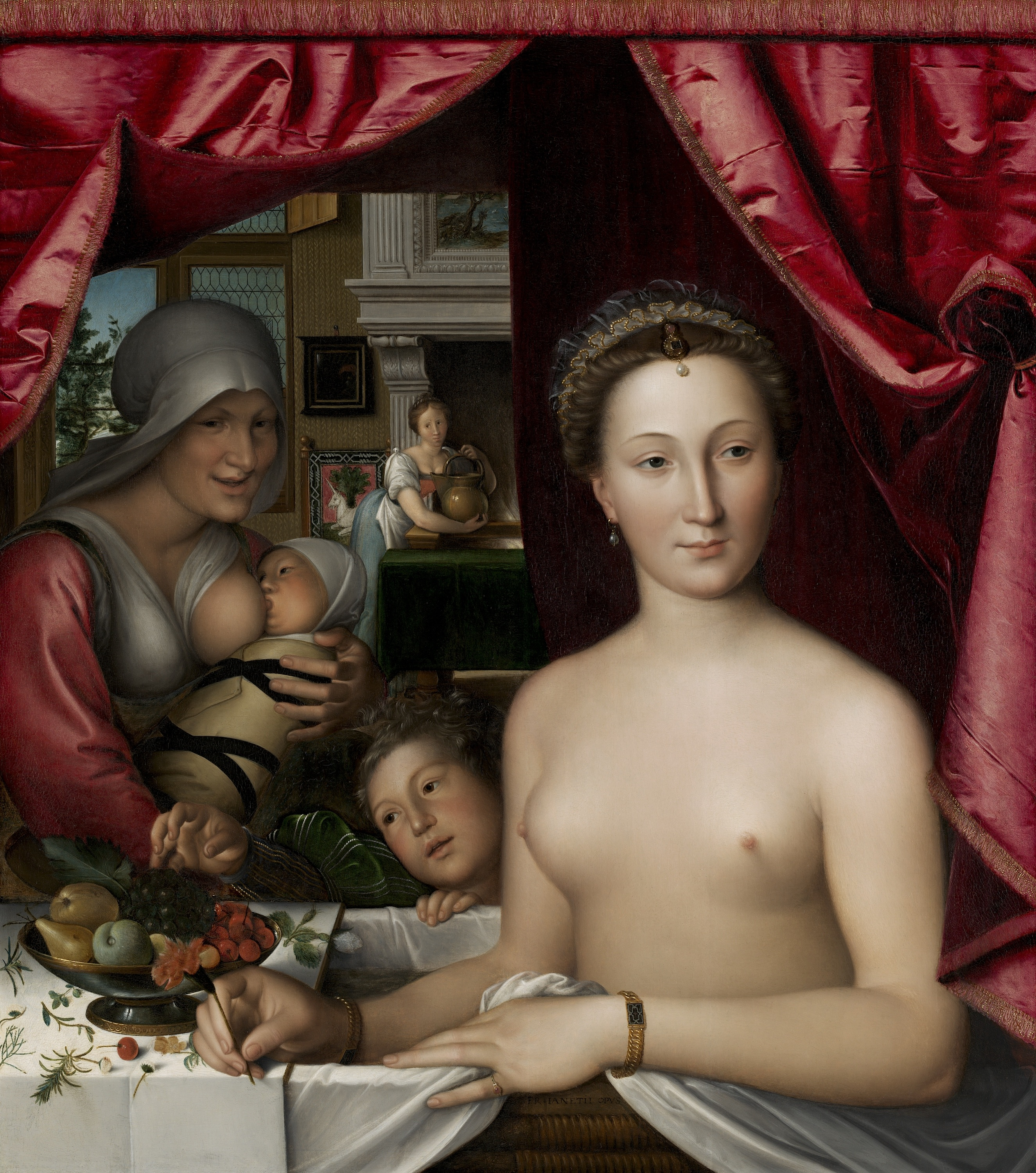
François Clouet: Dama en la bañera (retrato de Diana de Poitiers) (1571). Galería Nacional de Arte, Washington.
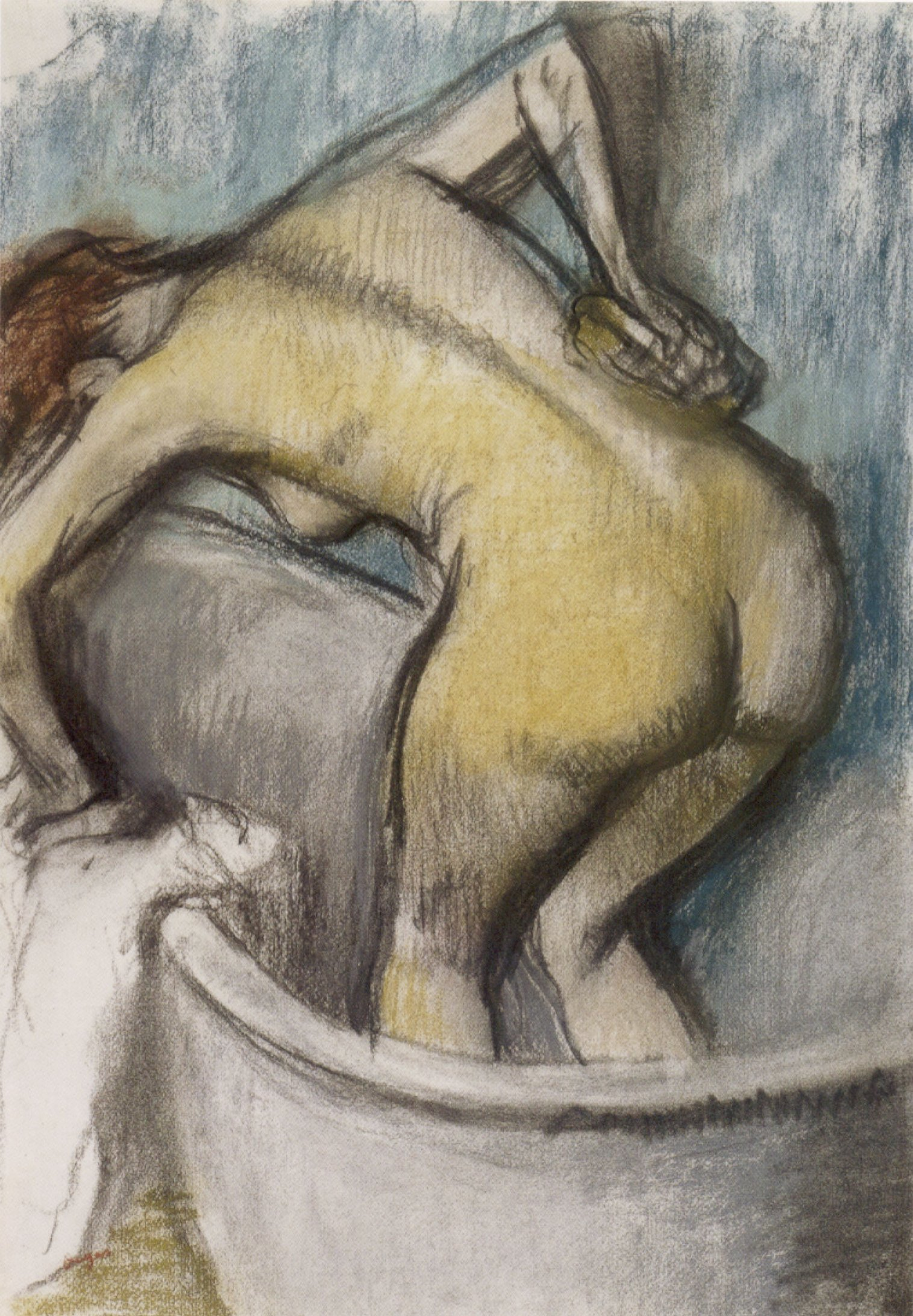
Edgar Degas: El baño- Mujer lavándose la espalda, pastel hacia 1887. Museo de Orsay.
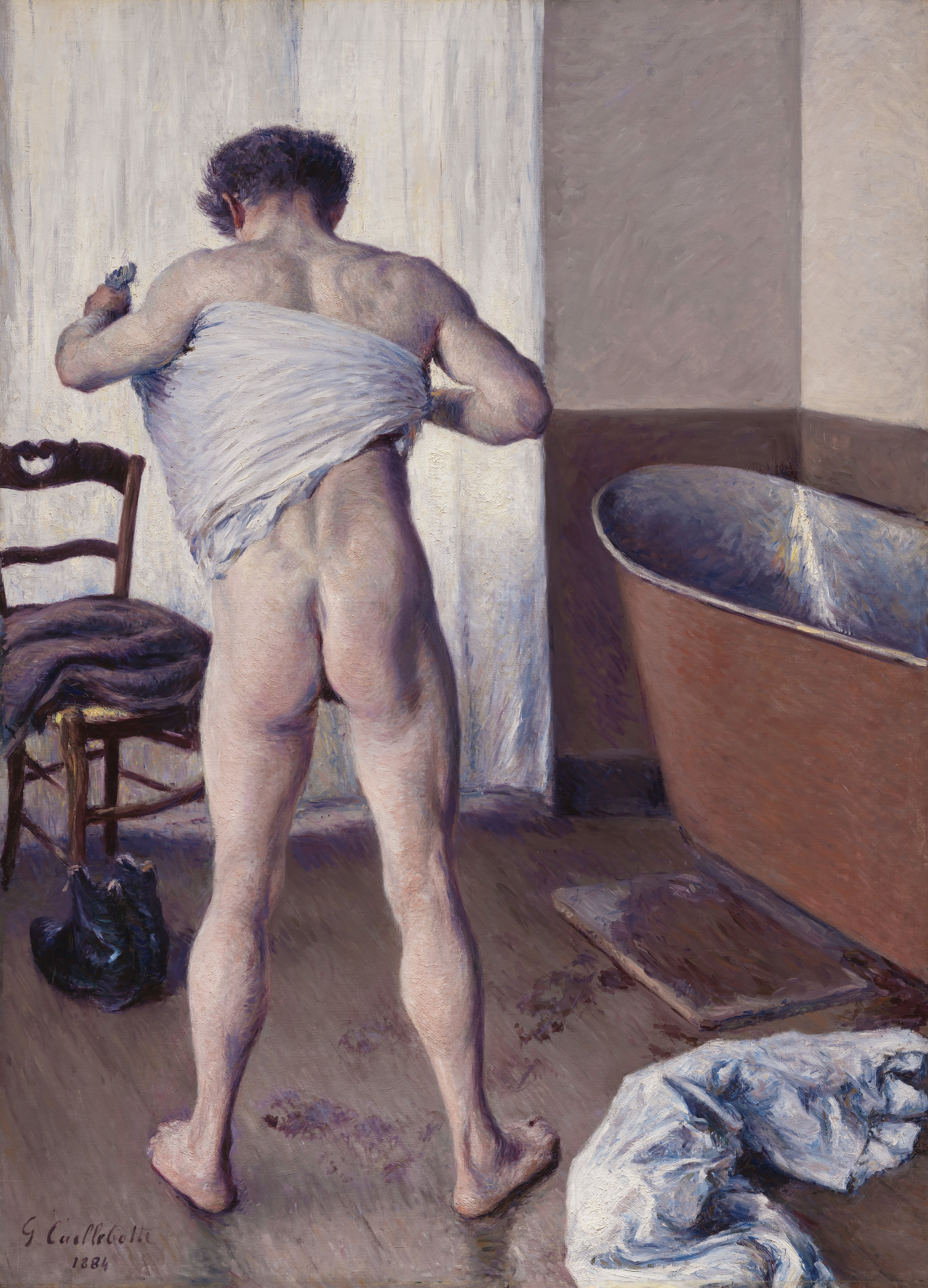
Gustave Caillebotte: Hombre en el baño (1884).
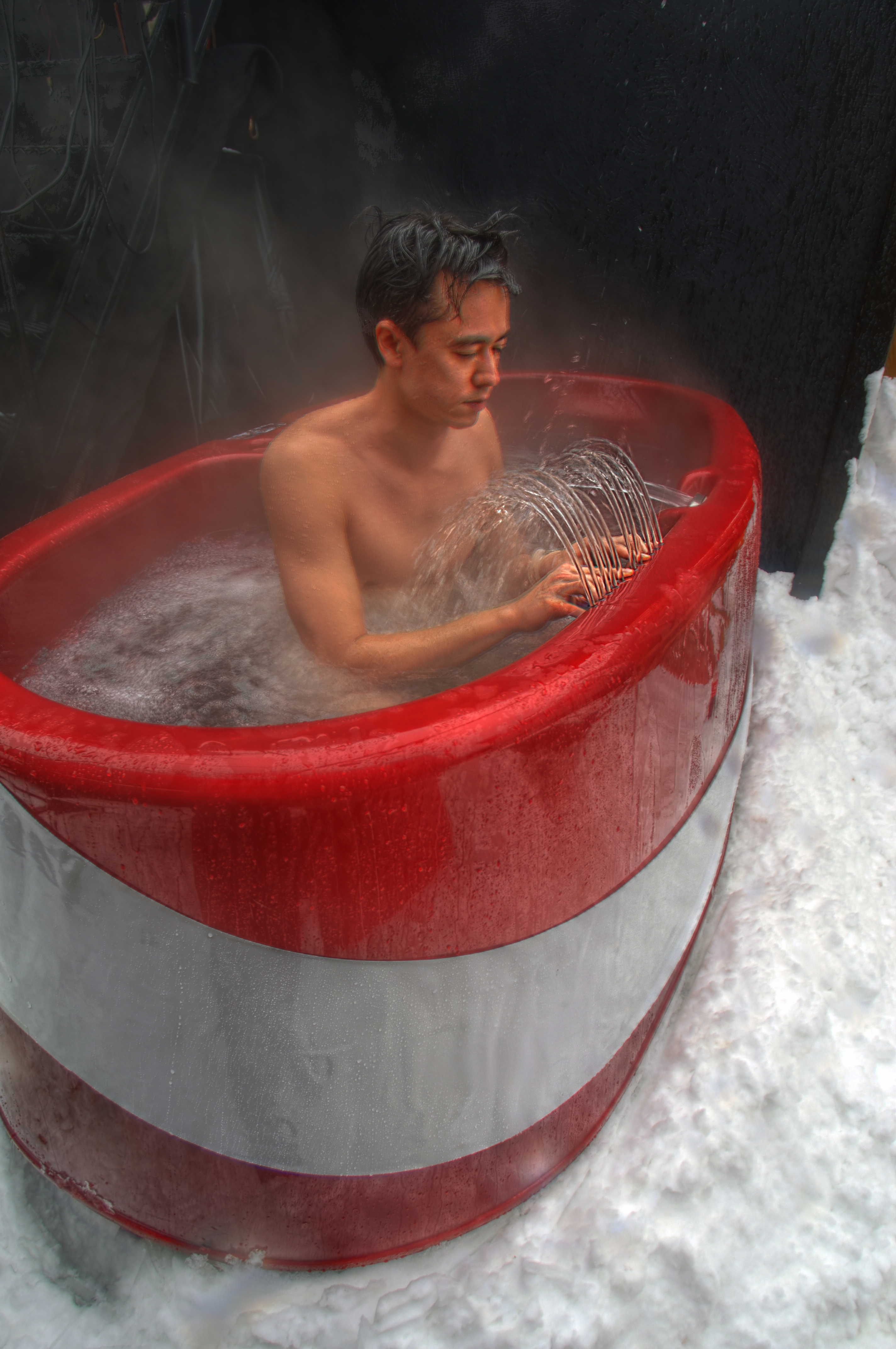
El balnaphone (‘ciberbañera’ del siglo XXI).

## Aspectos relevantes del lavado del cuerpo
Bañarse con regularidad es, un hábito saludable. Hay que ducharse lo suficiente para mantenerse limpio, pero no tanto como para resecar la piel y despojarla de su capa protectora natural.

### Lavado muy frecuente
La piel normal tiene una capa protectora de grasa y un equilibrio de bacterias "buenas" que ayudan a protegerla de la sequedad y los gérmenes. Si se lava el cuerpo con demasiada frecuencia, sobre todo con jabones fuertes y frotando mucho, se puede eliminar esta capa y provocar sequedad, irritación y picor en la piel. Esto puede provocar grietas en la piel por las que se cuelan gérmenes y alérgenos que pueden provocar infecciones cutáneas o reacciones alérgicas. Además, el sistema inmunitario necesita cierta estimulación de los gérmenes, incluidos los que viven en la piel. Si los eliminas demasiado deprisa, tu cuerpo no tiene la oportunidad de producir los anticuerpos que le protegen de ellos.
Los jabones antibacterianos pueden agravar esta situación al eliminar la protección bacteriana natural contra gérmenes más infecciosos de la piel que son más difíciles de tratar. Esto puede suponer una diferencia aún mayor en los niños a medida que su organismo se desarrolla. Por eso, algunos pediatras y dermatólogos recomiendan no bañar a los niños todos los días.

### Lavado poco fecuente
Aunque normalmente no hay nada insalubre en tener un fuerte olor corporal, puede que no sea bueno para entablar relaciones sanas con la gente en casa, la escuela y el trabajo. Y también pueden surgir algunos problemas de salud y cutáneos. La acumulación de grasa puede provocar la acumulación de las bacterias que causan el acné. La suciedad y la piel muerta pueden agravar el problema al obstruir los poros. En resumen: Bañarse poco puede significar más granos. La acumulación de grasa también puede provocar otros problemas cutáneos: descamación de la piel del cuero cabelludo (caspa) y reagudización de afecciones cutáneas como el eccema.

### Antes de la bañera
- Los Baños públicos
- Las Termas romanas
- El Tuj (maya)
- El Ofuro japonés
- El Temazcal centroamericano
- El Hammam o Baño turco
- La Sauna finlandesa
- La Tina y el Barreño

### Después de la bañera
- Ducha
- Bañera de hidromasaje